# Trichoderma koningii

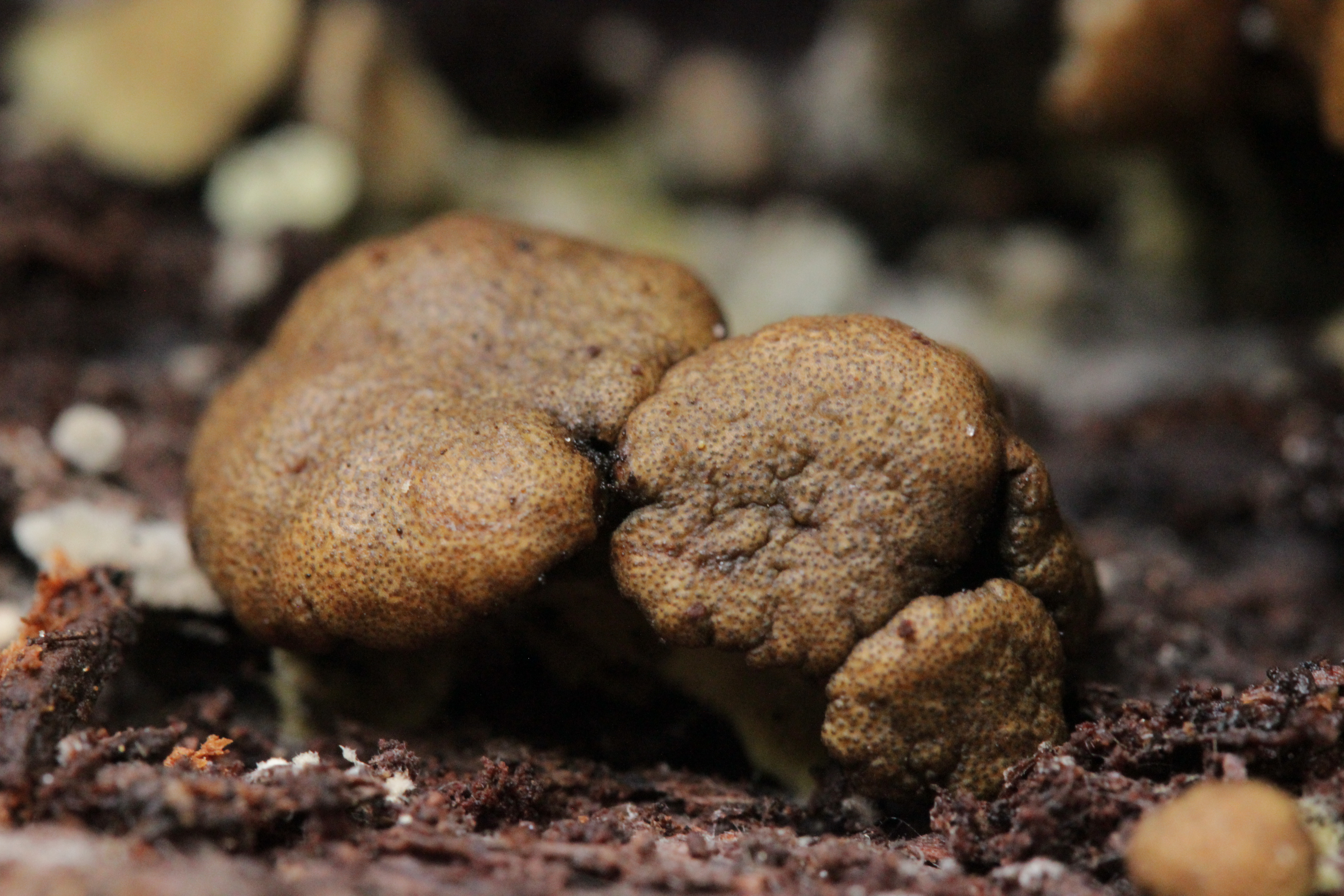
Podkładki

Trichoderma pulvinatum Oudem. – gatunek grzybów należący do rodziny rozetkowatych (Hypocreaceae).

## Systematyka i nazewnictwo
Pozycja w klasyfikacji według Index Fungorum: Trichoderma, Hypocreaceae, Hypocreales, Hypocreomycetidae, Sordariomycetes, Pezizomycotina, Ascomycota, Fungi.
Po raz pierwszy opisał go w 1902 r. Cornelius Anton Jan Abraham Oudemans i nadana przez niego nazwa naukowa jest aktualna. Synonimy:
- Acrostalagmus koningii (Oudem.) Duché & R. Heim 1931
- Hypocrea koningii Lieckf., Samuels & W. Gams 1999

## Morfologia
Hodowla
Kolonie na podłożu OA rosną bardzo szybko, początkowo są kremowe, stopniowo z zielonkawymi kępkami zarodnikowania, najpierw na obrzeżach, później w całej kolonii. Optymalna temperatura wzrostu wynosi 25 °C w ciemności. Maksymalna temperatura wzrostu wynosi 33 °C, co zmniejsza ich potencjał chorobotwórczy u człowieka.
Teleomorfa
T. koningii tworzy podkładki szeroko przyczepione do powierzchni podłoża, ale z wolnymi brzegami. Podkładki zwykle rozwijają się na korze drzew, zwykle pojedynczo, rzadko w skupiskach. Powierzchnia podkładki jest lekko pomarszczona, początkowo brązowa i kosmkowata, później naga i brązowopomarańczowa. Perytecja eliptyczne, o długości 160–280 μm i szerokości 100–185 μm. Szyjka perytecjum ma długość 53–90 µm. Worki w zazwyczaj cylindryczne, o wymiarach 60–70 × 4–5,7 µm i zgrubiałe na wierzchołku. Askospory szkliste, w workach w jednym rzędzie. Początkowo są dwukomórkowe, ale później dzielą się septą na dwie części. Bliższa część askospory jest elipsoidalna, podczas gdy część dystalna ma kształt kuli i jest dłuższa.
Anamorfa
Strzępki szkliste o średnicy do 10 µm. Konidiofory rozgałęzione piramidalnie pod kątem prostym, z krótkimi gałęziami w pobliżu wierzchołka i dłuższymi w dolnej części. Fialidy w okółkach po 3–4, w kształcie kolby, gwałtownie zwężające się przy końcach, 7,5–8,2 × 2,5–3,0 µm, szeroko rozstawione. Konidia szeroko elipsoidalne, o gładkich ściankach, w masie zielone, 3–5 × 2–3 µm. Chlamydospory końcowe lub interkalarne, o gładkich ściankach, jasnobrązowe, o szerokości do 12 µm.

## Występowanie i siedlisko
Występuje na całym świecie, nawet w Antarktyce. Jest gatunkiem pospolitym. W Polsce podano liczne stanowiska.
Grzyb saprotroficzny i pasożytniczy. Wyizolowano go z gleby, korzeni, nasion, sadzonek licznych gatunków roślin. Często izolowany jest spod drzew iglastych, na plantacjach roślin uprawnych, łąkach, bagnach i torfowiskach. T. koningii rozwija się również w innych środowiskach, w tym na rozkładającym się drewnie, wśród gatunków morskich, w osadach przy ujściach rzek oraz w kopalniach i jaskiniach.

## Znaczenie
- W kilku badaniach opisano zdolność T. koningii do wytwarzania enzymów wykazujących właściwości przeciwgrzybicze i przeciwbakteryjne. Enzymy te zawierają podobne elementy strukturalne jak flawonoidy i witamina E. Mogą hamować proces zapalny wywołany ukąszeniami węży. Mogą blokować działanie miotoksyn i wywoływanie obrzęków, ponieważ mogą hamować fosfolipazę A2, jedno z białek występujących w jadach[8].
- Wykorzystywany jest w biologicznej ochronie roślin do wytwarzania biopreparatów przeciwko grzybom powodującym grzybowe choroby roślin[9]. Działa jako pasożyt innych grzybów, szczególnie tych wywołujących choroby roślin, hamując ich wzrost lub atakując bezpośrednio. Jest antagonistą różnych patogenów roślinnych, takich jak Gaeumannomyces graminis, Athelia rolfsii i Sclerotium cepivorum. Hamuje ich wzrost, ponadto kolonizuje ryzosfery sadzonek i roślin, zapobiegając zamieraniu sadzonek przez spowodowanemu przez A. rolfsii. T. koningii antagonizuje S. cepivorum, działając jako wtórny kolonizator zakażonych korzeni roślin i wydzielając enzymy, które powodują degradację i lizę patogenu[10].
- Grzyb ten jest zdolny do biosyntezy nanocząstek srebra, lotnych związków organicznych i metabolitów wtórnych, takich jak trichokoniny, koningininy i pirony[11].